# 100E busz (Budapest)
A budapesti 100E jelzésű autóbusz (formálisan 100E Repülőtéri Expressz) a Deák Ferenc tér és a Budapest Liszt Ferenc nemzetközi repülőtér 2-es terminálja között közlekedik. A viszonylatot a Budapesti Közlekedési Központ (BKK) megrendelésére az ArrivaBus üzemelteti. A járatot kizárólag 2200 forintos jegy (repülőtéri vonaljegy) váltásával lehet igénybe venni, az arra jogosultak díjmentesen utazhatnak rajta.

## Története
2017. július 8-án a Fővárosi Önkormányzat döntése alapján 100E jelzéssel új gyorsjárat indult 30 perces követési idővel a Liszt Ferenc nemzetközi repülőtér – Deák Ferenc tér útvonalon, a Budapesten megrendezett úszó-világbajnoksághoz időzítve. A vonalon az indulás óta elsőajtós felszállási rend van érvényben, a járműveket más fővárosi viszonylatokkal ellentétben egyedi díjszabás szerint, kilencszáz forintos repülőtéri menetjegy ellenében lehet igénybe venni, az arra jogosultak díjmentesen vehetik igénybe. A turisták körében hamar népszerűvé vált. 2018. május 18-ától a zsúfoltság kezelése érdekében már 20 percenként indult, üzemideje kibővült. 2019. március 31-étől munkaszüneti napokon napközben, majd május 27-étől hétfőnként és péntekenként is 10 percenként indult. Június 3-án a Fővárosi Integrált Viteldíjbeszedési Elektronikus Rendszer (FVR) első fázisában bevezették a 100E-re érvényes vonaljegy mobilapplikáción keresztül megvásárolható formáját. Az új értékesítési forma mellett továbbra is érvényesek a papír alapú jegyek a vonalon. Július 14-étől minden nap 10 percenként közlekedett.
2020. március 12-étől a koronavírus-járvány miatt az elsőajtós felszállást ideiglenesen felfüggesztették, majd 16-ától kezdődően a járművek első részét kordonnal zárták el. Március 23-ától a lecsökkent forgalom miatt ritkítva, félóránként közlekedett, végül április 1-jétől kezdődően szünetelt a forgalom. A járványhelyzet miatt a nyári szezonban sem közlekedett, a BKK viszont a jegyautomatákból nem töröltette a repülőtéri vonaljegyet, amiből végül öt hónap alatt közel tizenötezer darabot értékesítettek 14 millió forint értékben. A hibára a Közlekedő Tömeg Egyesület hívta fel a figyelmet szeptemberben, a BKK később közleményben jelezte, hogy elismerik a felelősséget, és a befolyt összeget jótékony célokra fordítják, a megvásárolt jegyeket pedig visszaváltják.
2021. június 14-én újraindult a 100E közlekedése reggel 7 és este 21 óra között, 30 perces követési idővel. Július 3-ától már hajnal 4 órától, majd szeptember 11-étől 20 perces követéssel 3:30 és 0:35 között indultak a buszok. Október 25-étől az utolsó busz 1:05-kor indul, a követési idő hétfőnként, csütörtökönként és munkaszüneti napokon 15 percesre sűrűsödött. November 26-ától kezdődően hétfőnként, péntekenként és vasárnaponként napközben 10, a többi napokon 12, a hajnali órákban 20, a késő esti órákban 15 percenként indulnak a buszok.
2022. január 1-jétől a leromlott állapotú népligeti felüljáróra a 12 tonnánál nehezebb járművek nem hajthathattak fel, emiatt a 100E busz a Népligeten keresztül közlekedett. Június 1-jétől a nyári szezon kezdetével ismét sűrűbben, napközben jellemzően 10 percenként, valamint bővebb üzemidőben közlekedik. Július 1-jén a repülőtéri vonaljegy ára 900 forintról 1500 forintra emelkedett. Augusztus 1-jétől a viszonylat folyamatos (0–24) üzemidőben közlekedik, mellette a nappali időszakban sűrűbben jár. A változás nem érinti a repülőtér eddigi éjszakai kapcsolatát biztosító 200E járat menetrendjét.
2023. április 1-jén a repülőtéri vonaljegy ára 2200 forintra emelkedett, továbbá a járat nevében már most meglévő 100E jelzés kiegészült az Airport Express felirattal. A BKK azért döntött a változásról, mert a felméréseik szerint a járat utasainak 83 százaléka külföldi, és az új elnevezés jobban segíti majd a Budapestre érkező külföldi turistákat a helyszíni tájékozódásban. 2023. október 17-étől feloldották a buszok súlykorlátozását a népligeti felüljárón, így ismét az eredeti útvonalán közlekedik.
2023 júniusában vezették be a járaton egyedül az országban a Pay & GO rendszert, ami elektronikus fizetés után nem ad semmilyen nyugtát, csak egy felvillanó zöld pipa jelzi a menetdíj rendezését, ez a rendszer azonban nincs egyértelműen kommunikálva a buszokon a külföldi turisták felé, ezért félreérthetővé téve a jegyvásárlást többszöri viteldíjfizetést vonhat maga után. A BKK közleménye szerint az utaskoordinátorok tájékoztatással segítenek, ezért szerintük csak 1%-ban fordul elő téves pluszvásárlás.

## Járművek
Indulásától kezdődően a vonalon – egyes rendkívüli pótlásokat leszámítva – egyedi arculattal ellátott Mercedes-Benz Conecto G típusú csuklós autóbuszok közlekedtek 2023. június 16-áig. Június 17-én ezeket a frissen beszerzett, szintén arculatosított MAN Lion’s City C18-asok váltották. A típuscserével egyidejűleg az Andor utca helyett a Bogáncs utcai telephely látja el a járműkiadást.

## Kritikák, fejlesztési javaslatok
A 100E busz menetrendjét kezdetektől fogva kritikák érik amiatt, hogy az Astoriánál a repülőtér irányába napközben nem áll meg, hanem csak a hajnali indulásoknál, illetve az éjjel-nappali üzemidő bevezetése óta az éjszakai órákban is. A kritikusok szerint az Astoriánál mindkét irányban egész nap meg kellene állnia a 100E busznak. Ezzel kapcsolatban Vitézy Dávid is felemelte a szavát.

## Útvonala
| Liszt Ferenc Airport 2 felé |
| Deák Ferenc tér M vá. – Károly körút – Múzeum körút – Üllői út – Ferihegyi repülőtérre vezető út – Üllői út – – Repülőtéri bekötőút – Liszt Ferenc Airport 2 vá. |
| Deák Ferenc tér felé |
| Liszt Ferenc Airport 2 vá. – Repülőtéri bekötőút – – Üllői út – Ferihegyi repülőtérre vezető út – Üllői út – Múzeum körút – Károly körút – Deák Ferenc tér M vá. |

## Megállóhelyei
| 0                                                                                    | Deák Ferenc tér M végállomás                    | 35 | 9, 16, 105, 178, 210, 210B, 216 72 47, 48, 49 909, 909A, 914, 914A, 916, 931, 931A, 934 (hétvége hajnalban), 950, 950A, 979, 979A, 990                                                  |
| Az Astoriánál a repülőtér felé csak a 0:12 és 4:32 között induló járatok állnak meg. |                                                 |    | |
| 2                                                                                    | Astoria M felszállóhely (↓) leszállóhely (↑)    | 33 | 5, 7, 8E, 9, 107, 108E, 110, 112, 133E 72, 74 47, 48, 49 907, 907A, 908, 908A, 909, 909A, 914, 914A, 916, 931, 931A, 934 (hétvége hajnalban), 950, 950A, 956, 973, 973A, 979, 979A, 990 |
| 4                                                                                    | Kálvin tér M felszállóhely (↓) leszállóhely (↑) | 31 | 9, 15 72, 83 47, 48, 49 909, 909A, 914, 914A, 934 (hétvége hajnalban), 950, 950A, 979, 979A                                                                                             |
| 35                                                                                   | Liszt Ferenc Airport 2 végállomás               | 0  | 200E |